# المغاربة في فرنسا
المغاربة في فرنسا والمعروفون أيضًا باسم مغاربة فرنسا هم الأشخاص من أصول مغربية الذين يسكنون في فرنسا. الناس من أصول مغربية يمثلون قطاعا كبيرا من كل سكان فرنسا المهاجرين. قرر الكثير من المغاربة الهجرة إلى فرنسا منذ عقد 1960 إلى الحاضر تبعا لحكم فرنسا الاستعماري في المغرب من 1912 إلى 1956، وذلك نظرا للظروف الاقتصادية الأفضل في فرنسا.
والمغاربة الفرنسيون هم مغاربة فرنسا الذين يحملون الجنسية الفرنسية وأغلبهم يعتنقون الديانة الإسلامية واليهودية، من الأمازيغ والعرب واليهود المغاربة، وهناك أقليات مسيحية، وعلى الرغم من أنهم قد هاجروا إلى فرنسا، إلا أن العديد منهم ما زالوا يحتفظون بثقافة بلدهم الأصلي وحبهم لبلدهم الأم ويزورون بلدهم المغرب كل عام لربط صلة الرحم مع عائلتهم وأقربأهم. بدأت هجرة المغاربة إلى أوروبا وخصوصا إلى فرنسا منذ قرون طويلة من زمن بعد ذلك هجرو إلى مختلف بقاع العالم ككندا وفرنسا وإسبانيا وألمانيا وإنجلترا والولايات المتحدة ودول أوروبا الغربية بما في ذلك إسرائيل، إلا انه ظل لديهم ارتباط بثقافة بلدهم الأصلي المغرب حتى بين أفراد الجيل الثاني أو الثالث من المهاجرين، وظل العديد منهم يتقنون اللغة العربية المغربية الدارجة وأمازيغية أغلبهم يتحدثون اللغة الفرنسية ويحتفظون إلى جانب الجنسية المغربية بالجواز السفر المغربي. عددهم حسب السفارة الفرنسية حوالي 1.5 مليون مواطن فرنسي من أصول مغربية.
تعتبر الجالية المغربية في فرنسا من أكبر الجاليات العربية في فرنسا:
- مشاهير فرنسيون من أصل مغربي
- باروخ بن الصراف: عالم مناعة يهودي من أصل مغربي حائز على جائزة نوبل في الطب
- إريك فايل: فيلسوف ألماني - فرنسي من أصل يهودي مغربي
- دومينيك ستراوس كان: سياسي واقتصادي فرنسي والمدير العام لصندوق النقد الدولي
- أندري أزولاي: رجل أعمال وملياردير مغربي يهودي مستشار الملك محمد السادس ومدير البنك العالمي بي إن بي باريبا
- أودري أزولاي: وزيرة الثقافة الفرنسية ومديرة منظمة اليونسكو العالمية
- رشيد اليزمي: مهندس وعالم مغربي فرنسي وهو عالم متخصص في مجال علم المواد. مكّنت أعماله المرتبطة بتطوير مصعد الغرافيت من جعل بطاريات أيون الليثيوم، قابلة للشحن. فاز سنة 2014، بجائزة تشارلز ستارك درابر.
- جمال دبوز: ممثل وكوميدي فرنسي عالمي يعتبر أشهر كوميدي في فرنسا وهو مؤسس مهرجان مراكش للضحك

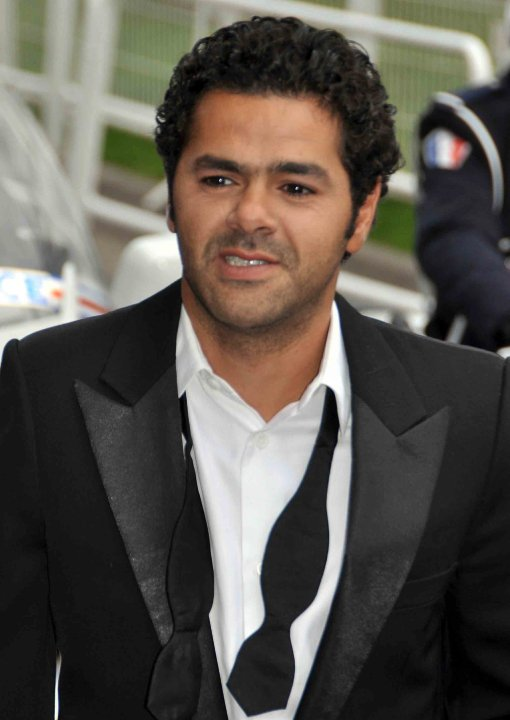
الممثل جمال دبوز من مغاربة فرنسا.

- نجاة فالو بلقاسم: سياسية فرنسية وزيرة حقوق المرأة والشباب والرياضة ووزيرة التربية الوطنية والتعليم العالي أول امرأة تشغل هذا المنصب في تاريخ الجمهورية الفرنسية
- سيدني طوليدانو : رجل أعمال وملياردير فرنسي من أصل يهودي مغربي، يتحدث اللهجة المغربية بالإضافة إلى اللغتين الفرنسية والعبرية بطلاقة. ولد سنة في 25 يوليوز سنة 1951 في مدينة الدار البيضاء بالمغرب.  سيدني طوليدانو هو الرئيس الحالي لشركة كريستيان ديور العالمية لتصميم الأزياء والملابس الفاخرة
- جاد المالح: فنان كوميدي عالمي فرنسي يهودي مغربي
- كلود كوهين تانوجي: عالم فيزياء مغربي يهودي حاصل على جائزة نوبل في الفيزياء
- سيرج حاروش: عالم فرنسي مغربي يهودي من عائلة مراكشية حائز على جائزة نوبل في الفيزياء.
- الطاهر بن جلون: كاتب مغربي فرنسي أول عربي مسلم يفوز بجائزة العالمية غونكور  أرقى وأعرق جائزة أدبية فرنسية

- دافيد غيتا: نجم ودي جي عالمي فرنسي من أصل يهودي مغربي
- موريس ليفي، رجل أعمال وملياردير فرنسي من أصل مغربي يهودي أغنى رجل في فرنسا مؤسس المنتدى الاقتصادي العالمي ورئيس مجلس إدارة مجموعة ستاركوم الإعلامية وبوبليسيس الإعلامية، أكبر مجموعة إعلامية في فرنسا وثالث أكبر مجموعة إعلامية في العالم.
- باتريك دراحي: ملياردير فرنسي إسرائيلي يهودي مغربي أغنى رجل في فرنسا وإسرائيل مالك ورئيس شركة ألتيس الفرنسية (Altice) العالمية المختصة في مجال اتصالات والهاتف النقال والإعلام ورئيس ومؤسس البرتغال تيليكوم Portugal Telecom ، ومالك قناة العالمية آي24 نيوز الإخبارية الإسرائلية ومالك الشركة الفرنسية للاتصالات (SFR) أكبر شركة في فرنسا في مجال الإعلام واتصالات
- بول مارسيانو Paul Marciano : رجل أعمال ومصمم أزياء أمريكي فرنسي مغربي يهودي مؤسس ومالك شركة ماركة الملابس أمريكية العالمية جيس (ملابس)
- إديث بياف: مغنية فرنسية عالمية من أم فرنسية من أصل أمازيغي مغربي وأب فرنسي من أصل ايطالي تعتبر إديث اعظم وأشهر المغنيين الفرنسيين عموما ومن أشهر مغنيين في فرنسا في القرن العشرين فازت إديث بالجائزة جرامي العالمية

- إليسا توفاتي: ممثلة ومغنية وإعلامية فرنسية من أصل يهودي مغربي من أب مغربي فرنسي وأم روسية
- طال: مغنية فرنسية من أصل يهودي مغربي

- مروان الشماخ: لاعب كرة قدم ولاعب المنتخب المغربي فرنسي الجنسية
- مصطفى حجي: لاعب كرة قدم مغربي فرنسي وأسطورة مغربية
- جاست فونتين: لاعب كرة قدم فرنسي مغربي يهودي وأسطورة فرنسية وهداف كأس العالم 1958
- داني بون: مخرج سينمائي وممثل فرنسي عالمي
- زهرة هندي: مغنية بوب مغربية فرنسية عالمية
- ليلى السيلماني: كاتبة روائية وصحفية مغربية فرنسية تمكنت ليلى السليماني من الفوز بجائزة غونكور وهي أرقى وأعرق جائزة أدبية في فرنسا
- المهدي بنعطية: لاعب كرة قدم مغربي فرنسي ولاعب نادي يوفنتوس ايطالي

- لا فوين: مغني راب فرنسي عالمي

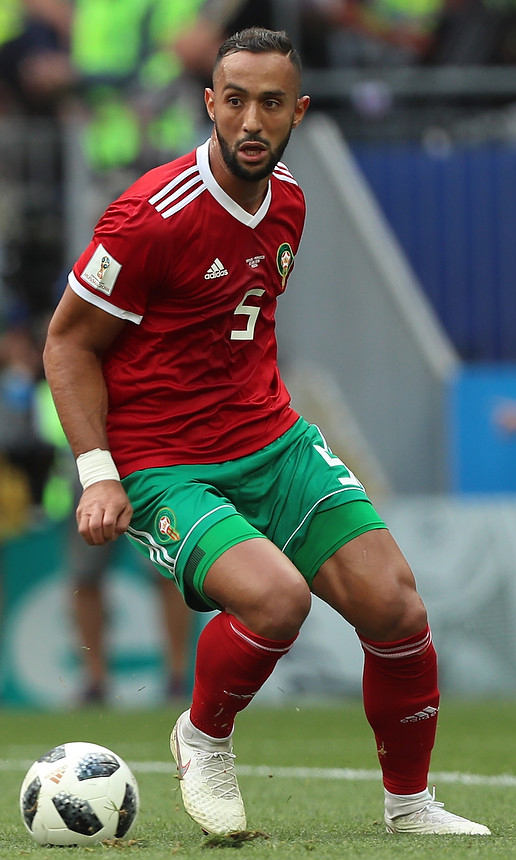
لاعب كرة القدم المهدي بن عطية من مغاربة فرنسا.

- سعيد التغماوي: ممثل عالمي أمريكي فرنسي في هوليوود
- إيلي سمون: فنان  وكوميدي ومغن وممثلفرنسي من أصل يهودي مغربي وجه  اعلامي في الصحافة الفرنسية
- إيمانويل شريكي: ممثلة كندية - فرنسية عالمية من أصل يهودي مغربي
- إسماعيل فروخي: مخرج مغربي - فرنسي له عدة أفلام حازت على جوائز عالمية من بينها فيلم الرحلة الكبرى.
- أري أبيتان: ممثل وكوميدي وفكاهي  فرنسي عالمي من أصل يهودي مغربي
- سيمون بيطون: منتجة أفلام ومخرجة أفلام وثائقية فرنسية-إسرائيلية من أصل مغربي يهودي حازت أفلامها على عدة جوائز عالمية
- أوليفيه دهان: مخرج سينمائي فرنسي عالمي من أصل يهودي مغربي أخرجة الكثير من الأفلام الفرنسية وحازت افلامه على الكثير من الجوائز العالمية
- رشدي زيم: ممثل فرنسي عالمي نال سنة 2006 جائزة سيزار العالمية كأفضل ممثل فرنسي
- نجوى بيليزل: مغنية بوب روك فرنسية
- أمير حداد: مغني فرنسي إسرائلي يهودي
- حميدو بنمسعود: ممثل مسرحي وتلفزيوني وسينمائي مغربي فرنسي.
- ليلى العلوي: مصورة مغربية فرنسية
- ناجية ميحادجي: رسامة فرنسية مغربية
- أمال بنت : مغنية فرنسية من أب جزائري وأم مغربية
- سعاد رزوق: سياسية فرنسية بلجيكية مغربية
- رشيدة داتي: سياسية فرنسية مغربية ووزيرة فرنسية سابقا
- مريم شديد: من مواليد الدارالبيضاء المغرب، هي باحثة وفلكية مغربية في مرصد «كوت دازير» القومي الفرنسي، كما تعمل أستاذة بجامعة نيس الفرنسية. تعتبر مريم شديد أول عالمة أنثى في العالم تصل إلى القطب الجنوبي
- منير محجوبي: هو سياسي ورجل أعمال فرنسي- مغربي تم تعيينه من قبل رئيس الجمهورية الفرنسية فرانسوا هولاند، رئيس المجلس الوطني للرقمية وهو أيضا رئيس الشركة "مكتب فرنسي French Bureau
- مريم الخمري: سياسيّة فرنسيّة من أصول مغربيّة. عملت كوزيرة العمل في حكومة مانويل، وقد كانت عضوة في المجلس الوطني للحزب الاشتراكي (الفرنسي) مريم من أب مغربي فرنسي وأم بريطانية
- خالد رحيلو: هو ملاكم مغربي-فرنسي وبطل العالم في رابطة الملاكمة العالمية سنة 1997
- دانيال سانشيز: هو مدرب كرة قدم فرنسي ولاعب كرة قدم سابق من أصل مغربي يهودي
- سعيد النجيمي: هو حكم كرة قدم دولي فرنسي من أصل مغربي
- علي بادو : هو صحفي ومذيع ومقدم برامج فرنسيمن أصل مغربي يقدم برامج تلفزيونية فرنسية على قناة كنال+ وفرانس 5
- أمين حارث: لاعب مغربي - فرنسي لعب نادي شالكه ألماني
- سفيان بوفال: لاعب كرة قدم مغربي - فرنسي
- سفيان بوفال: لاعب كرة قدم مغربي
- سمير عزيماني: هو متزلج مغربي وفرنسي الجنسية مثّل المغرب في دورة الألعاب الأولمبية الشتوية وحقق الرتبة 47 عالميا
- جلول البوشيخي: فنان فرنسي من أصول مغربية، المعروف باسمه الفني «شيكو» وهو مؤسس فرقة ملوك الغجر الأسطورية «جيبسي كينغز» ذائعة الصيت عالميا وسفير السلام اليونسكو
- مومو دبوز: ممثل كوميدي فرنسي ذو أصول مغربية من مدينة تازة شمال  المغرب، هو أخ الفكاهي والممثل الفرنسي- المغربي العالمي جمال دبوز.
- نادية فارس: هي ممثلة مغربية فرنسية عالمية ولدت في المغرب  مثلت في عدة  أفلام فرنسية عالمية
- الشاب قادر: مغني راي مغربي من أهم مغنيين موسيقى الراي
- بشرى غزيال:  هي عداءة مغربية-فرنسية
- هند ذهيبة:  هي عداءة فرنسية من أصل مغربي، ومختصة في سباق 800 و 1500 متر. وهي حاملة الرقم القياسي الحالي لفرنسا
- رياض محرز: لاعب كرة قدم من أب جزائري وأم فرنسية من أصل مغربي
- زينب الغزوي : هي صحفية فرنسية -مغربية وناشطة في مجال حقوق الإنسان موظفة في شارلي ابدو
- صوفيا السعيدي: مغنية فرنسية مغربية عالمية فازت بجائزة NRJ Music Awards الفرنسية
- Arthur : إعلامي ومقدم برامج فرنسي يعتبر من أشهر إعلاميين في فرنسا وأوروبا
- أرماند أمار : موزع  وملحن موسيقي فرنسي من أصل يهودي مغربي،
- مروى لوود: مغنية فرنسية مغربية